# کسکاستل
کسکاستل (به فرانسوی: Keskastel) یک کمون در فرانسه با جمعیت ۱٬۵۳۹ نفر است که در Canton of Sarre-Union واقع شده‌است.